# Association des nouveaux artistes
L'Association des nouveaux artistes, en hongrois Új Művészek Egyesülete (UME), est une association  d'artistes hongrois fondée par le peintre et professeur János Vaszary en 1923.

## Histoire
Vaszary soutient et encourage les nouvelles tendances artistiques et le courant Avant-gardiste. L'Association des Nouveaux Artistes est au départ un groupe qui appartient à la Nouvelle Société des Artistes (KÚT (hu)). Vaszary la réorganise et en fait une société indépendante en 1927.
Elle expose conjointement à Budapest au Salon National (hu) de 1932 avec le KUT, et indépendamment au Salon Fränkel (hu) en 1934.

## Membres
Liste non exhaustive des membres
- Géza Bene (hu)
- Albert Bertalan
- Alice Burchard-Bélaváry
- Zoltán Borbereki-Kovács (hu)
- Ákos Ecsődi (hu)
- Jenő Gadányi (hu)
- Jenő Gábor (hu)
- Gyula Hincz (hu)
- Béla Kádár (en)
- Pál Miháltz (hu)
- László Rozgonyi (hu)
- Pál Miháltz (hu)
- Erzsébet Vaszkó
- Ödön Vaszkó
- Tibor Vilt (hu)
- Róna Emy

## Source
- Akadémiai Kiadó, Művészeti lexikon. 3. kiad. 4. köt., Budapest, 1981-1984  (ISBN 963-05-2364-7)